# Гуйчжоу Хэнфэн
«Гуйчжоу Хэнфэн» (кит. трад. 貴州恆豐, упр. 贵州恒丰, пиньинь Guìzhōu Héngfēng ) — китайский футбольный клуб из Гуйяна, в провинции Гуйчжоу, выступающий в первой лиге Китая. Домашние матчи проводит в Олимпийском центре Гуйяна, вместимостью 51,636 человек.

## История клуба
Клуб ведет историю с 1992 года, когда в Гуйяне появилась футбольная команда, ФК «Гуйчжоу Синцянь». Она была основана на базе учебного заведения по подготовке юниоров.
В 2001 году специализированная школа по подготовке специалистов была объединена с академией футбола Гуаньси. Команда становилась чемпионом юношеского турнира (до 15 лет) в 2004 году на соревнованиях среди региональных сборных в провинции Шаньдун.
В 2005 команда добилась аналогичного успеха в 2005 года (до 17 лет) на соревнованиях в Учжоу. 16 сентября 2005 года была образована ООО «ФК Гуйчжоу Чжичэн» — команда была соединена с командой провинции Гуйчжоу, а региональное правительство внесло необходимые платежи за регистрацию команды в Китайской футбольной ассоциации.Команда при этом вернулась в Гуйян. С этого момента выступала в различных юношеских лигах.
Перед началом сезона 2008 года клуб принял участие в официальных соревнованиях, начав выступать в третьем дивизионе. Здесь команда заняла четвёртое место в Южной лиге и попала в плей-офф, где она вылетела в первом же раунде, по итогам выступлений заняв 4-е место.. В 2009 году также команды выступала в плей-офф, по итогам выступлений заняла 4-е место.
В 2010 году «Гуйчжоу» вновь хорошо выступил в Южной Лиге, уступив только «Тяньцзинь Сунцзян» и получил возможность выступить в серии плей-офф. В первом раунде плей-офф был обыгран «Тяньцзинь Локомотив» (1-0 дома и 2-0 в гостях), во втором раунде «Гуйчжоу» вышел на «Далянь Аэрбин», которому по сумме двух матчей проиграл 3-1 (домашняя ничья 0-0 и проигрыш в гостях 1-3). В матче за третье место по пенальти команда обыграла «Харбин Итэн» (в тот период клуб назывался «Далянь Итэн»), однако не получила возможности выступать во второй лиге.
28 января 2011 года «Гуйчжоу Чжичэн» осуществил сделку по покупке футбольного клуба «Шанхай Зобон» (сумма составила около 5 млн.юаней), который принимал участие в Первой лиге и получил его место в лиге в сезоне 2011 года. К клубу присоединились также несколько игроков «Шанхай Зобон». Первую половину сезона 2011 года командой руководил бывший тренер «Шаньдун Лунэн» Ван Хайфан, были одержаны важные победы над «Шэньян Дунцзинь», «Тяньцзинь Сунцзян» и «Хубэй Чжунбо», а команда находилась в верхней части турнирной таблицы, после 11-и туров набрав 13 очков. Однако в июле 2011 года Ван Хайфан погиб в ДТП, а команда перестала набирать очки. Под руководством главного тренера Чжан Нина ситуация не изменилась — за 11 игр было набрано всего 4 очка. Чжан Нин был уволен, а на его место пришёл Юань И. Однако, было уже слишком поздно для исправления ситуации, а «Гуйчжоу Чжичэн» стал главным претендентом на вылет — было набрано всего 20 очков (4 победы, 8 ничьих и 14 поражений). Команда приняла участие в матче за право остаться в Первой лиге, со счётом 5-6 проиграла команде «Фуцзянь Цзюньхао» и вновь вылетела во Вторую лигу.
По итогам розыгрыша 2012 года клуб вновь вернулся в Первую лигу, а также вернул себе предыдущее название — «Гуйчжоу Чжичэн». Сезон 2013 года в Первой лиге сложился неудачно — команда одержала всего 5 побед при 11 ничьих и 14 поражениях и вновь покинула первую лигу.

## Результаты
- На конец сезона 2018 года.[7][8]

За всё время выступлений
| Сезон    | 2008 | 2009 | 2010 | 2011 | 2012 | 2013 | 2014 | 2015 | 2016 | 2017 | 2018 |
| -------- | ---- | ---- | ---- | ---- | ---- | ---- | ---- | ---- | ---- | ---- | ---- |
| Дивизион | 3    | 3    | 3    | 2    | 3    | 2    | 3    | 2    | 2    | 1    | 1    |
| Место    | 41   | 41   | 3    | 14   | 1    | 16   | 3    | 13   | 2    | 8    | 16   |

- ↑  в Южной группе

## Текущий состав
| №             | Игрок            | Страна     | Дата рождения             | Бывший клуб                 |         |         |
| Вратари       | Вратари          | Вратари    | Вратари                   | Вратари                     | Вратари | Вратари |
| ------------- | ---------------- | ---------- | ------------------------- | --------------------------- | ------- | ------- |
| 1             | Су Боян          | Китай      | 20 января 1989 (36 лет)   | Хэбэй Чайна Фортун          |         |         |
| 16            | Ван Чжо          | Китай      | 16 января 1990 (35 лет)   | Паньцзинь Мэнцзунь          |         |         |
| 36            | Ли Лэй           | Китай      | 23 марта 1993 (32 года)   | Бэйцзин Итун Кучэ           |         |         |
| Защитники     |                  |            |                           |                             |         |         |
| 2             | Тан Синь         | Китай      | 16 октября 1990 (34 года) | Гуанчжоу R&F                |         |         |
| 3             | Фестус Байсе     | Гонконг    | 11 апреля 1980 (45 лет)   | Истерн                      |         |         |
| 4             | Ян Тин           | Китай      | 4 июня 1993 (32 года)     | В аренде у Гуанчжоу R&F     |         |         |
| 5             | Линь Лунчан      | Китай      | 24 февраля 1990 (35 лет)  | Ханчжоу Саньчао             |         |         |
| 21            | Цзян Лян         | Китай      | 1 октября 1989 (35 лет)   | Воспитанник клуба           |         |         |
| 23            | Хань Пэнфэй      | Китай      | 28 апреля 1993 (32 года)  | В аренде Гуанчжоу Эвергранд |         |         |
| 25            | Чжан Чжи         | Китай      | 18 февраля 1989 (36 лет)  | Синьцзян Тяньшань Леопард   |         |         |
| 27            | Райан Макгоуэн   | Австралия  | 15 августа 1989 (35 лет)  | Хэнань Цзянье               |         |         |
| 29            | Лю Хао           | Китай      | 15 января 1996 (29 лет)   | В аренде Гуанчжоу Эвергранд |         |         |
| 38            | Чжао Хуэй        | Китай      | 10 марта 1993 (32 года)   | Бэйцзин Гоань               |         |         |
| Полузащитники |                  |            |                           |                             |         |         |
| 6             | Фань Юньлун      | Китай      | 15 марта 1989 (36 лет)    | Бэйцзин Жэньхэ              |         |         |
| 7             | Ван Фань         | Китай      | 8 марта 1987 (38 лет)     | Юньнань Лицзян              |         |         |
| 8             | Али Газаль       | Египет     | 1 февраля 1992 (33 года)  | Насьонал                    |         |         |
| 10            | Тьяронн Шери     | Нидерланды | 4 июня 1988 (37 лет)      | КПР                         |         |         |
| 15            | Чжан Мэнци       | Китай      | 10 октября 1989 (35 лет)  | Синьцзян Тяньшань Леопард   |         |         |
| 17            | Илхамжан Иминжан | Китай      | 30 июня 1986 (39 лет)     | Воспитанник клуба           |         |         |
| 18            | Минь Цзюньлинь   | Китай      | 19 января 1994 (31 год)   | В аренде у Гуанчжоу R&F     |         |         |
| 19            | Чан Фэйя         | Китай      | 3 февраля 1993 (32 года)  | В аренде у Гуанчжоу R&F     |         |         |
| 20            | Лян Яньфэн       | Китай      | 18 апреля 1987 (38 лет)   | Цзянсу Яньчэн Динли         |         |         |
| 24            | Ван Цзюнь        | Китай      | 1 сентября 1990 (34 года) | Воспитанник клуба           |         |         |
| 28            | Ли Инцзянь       | Китай      | 22 февраля 1991 (34 года) | Шэньчжэнь Фэнпэн            |         |         |
| 30            | Лэн Шиао         | Китай      | 9 мая 1996 (29 лет)       | В аренде Шанхай Шеньхуа     |         |         |
| 31            | Чун Ау           | Гонконг    | 11 июля 1989 (36 лет)     | Лориш                       |         |         |
| 34            | Пан Чжицюань     | Китай      | 16 августа 1990 (34 года) | Циндао Чжуннэн              |         |         |
| Нападающие    |                  |            |                           |                             |         |         |
| 9             | Майкл Олунга     | Кения      | 26 марта 1994 (31 год)    | Юргорден                    |         |         |
| 11            | Никица Елавич    | Хорватия   | 27 августа 1985 (39 лет)  | В аренде у Бэйцзин Жэньхэ   |         |         |
| 22            | Лян Сюэмин       | Китай      | 2 августа 1995 (29 лет)   | Гуанчжоу Эвергранд Таобао   |         |         |
| 32            | Эрхат Умаржан    | Китай      | 3 марта 1992 (33 года)    | Иньчуань Хэланьшань         |         |         |
| 39            | Чэнь Цзэвэнь     | Китай      | 11 января 1993 (32 года)  | Шэньчжэнь Фэнпэн            |         |         |

## Эмблемы клуба

1992–2011 Гуйчжоу Чжичэн 贵州智诚
2011–2015 Гуйчжоу Торо 贵州通源
2016–2017 Гуйчжоу Чжичэн Торо 贵州恒丰智诚
2017–н.в. Гуйчжоу Хэнфэн Чжичэн 贵州恒丰智诚

## Тренерский штаб
| Позиция в клубе           | Персонал |
| ------------------------- | -------- |
| Главный тренер            | Чэнь Мао |
| Помощник главного тренера |          |
| Тренер вратарей           | Лю Пэн   |